# Tranh men sứ
Tranh men sứ là loại tranh được thực hiện bằng lối vẽ men trên nền cốt liệu gốm, thường là tấm phẳng.

## Thực hiện
Phôi đất phẳng được vẽ phủ các nước men sống rồi đem nung đến nhiệt độ khoảng 1260°C. Quá trình nung đốt và để nguội sau đó đã làm phôi đất kết thành khối rắn chắc còn men nóng chảy dính chặt vào xương đất tạo nên lớp phủ bề mặt rất cứng và vô cùng bền vững. Chính vì thế mà tranh men sứ được xem như những tác phẩm sống mãi với thời gian.